# Archibald Dixon

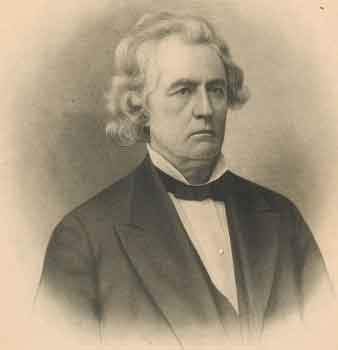
Archibald Dixon

Archibald Dixon (* 2. April 1802 in Redhouse, Caswell County, North Carolina; † 23. April 1876 in Henderson, Kentucky) war ein US-amerikanischer Politiker der Whig Party, der zwischen 1844 und 1848 Vizegouverneur von Kentucky war und später von 1852 bis 1855 diesen Bundesstaat im Senat der Vereinigten Staaten vertrat.

## Leben

### Rechtsanwalt und Vizegouverneur von Kentucky
Dixon verzog als Kleinkind 1805 mit seinen Eltern nach Henderson und erhielt seine Schulbildung zunächst von seiner Mutter sowie später in einer Common School. Nach seinem Schulabschluss studierte er Rechtswissenschaften und nahm nach seiner anwaltlichen Zulassung 1824 eine Tätigkeit als Rechtsanwalt in Henderson auf. Später betrieb er zusammen mit Lazarus W. Powell eine Anwaltskanzlei.
Anfang der 1830er Jahre begann Dixon seine politische Laufbahn und wurde 1830 als Mitglied in das Repräsentantenhaus von Kentucky gewählt. 1836 erfolgte seine Wahl zum Mitglied des Senats von Kentucky. Anschließend wurde er 1841 wieder zum Mitglied des Repräsentantenhauses dieses Bundesstaates gewählt.
1843 wurde Dixon zum Vizegouverneur (Lieutenant Governor) von Kentucky gewählt und löste damit Manlius Valerius Thomson ab. Das Amt des Vizegouverneurs bekleidete er von 1844 bis 1848 und war damit Stellvertreter von Gouverneur William Owsley. Sein Nachfolger als Vizegouverneur wurde John L. Helm, der anschließend von 1850 bis 1851 sowie erneut fünf Tage bis zu seinem Tod am 8. September 1867 Gouverneur Kentuckys war.

### Erfolglose Gouverneurskandidatur und US-Senator
Dixon, der 1849 Mitglied des Verfassungskonvents des Bundesstaates (State Constitutional Convention) war, kandidierte 1851 selbst für das Amt des Gouverneurs von Kentucky. Sein Gegenkandidat war sein Kanzleipartner Lazarus W. Powell, der für die Demokratische Partei antrat. Das Wahlergebnis war sehr knapp. Powell siegte mit 48,8 Prozent der Stimmen gegen Dixon, der auf 48,1 Prozent kam. Die beiden reisten gemeinsam zu ihren Wahlveranstaltungen und blieben Freunde. In absoluten Stimmen hatte Powell einen Vorsprung von nur 800 Stimmen.
Ein Jahr später wurde Dixon für die Whig Party zum US-Senator für Kentucky gewählt, um die durch den Rücktritt von Henry Clay entstandene Vakanz zu beenden. Zuvor hatte der bisherige Secretary of State von Kentucky, David Meriwether von der Demokratischen Partei, die Nachfolge Clays im US-Senat vom 6. Juli bis zum 31. August 1852 inne. Dixon gehörte dem US-Senator als Vertreter Kentuckys vom 1. September 1852 bis zum 3. März 1855 an. 1854 kandidierte er nicht erneut. Zu seinem Nachfolger wurde John J. Crittenden von der Know-Nothing Party, der zuvor drei Mal US-Senator für Kentucky, Gouverneur von Kentucky sowie zuletzt zwischen 1850 und 1853 erneut US Attorney General war.
Nach seinem Ausscheiden aus dem Senat nahm er seine anwaltliche Tätigkeit wieder auf und war darüber hinaus auch Plantagenbesitzer. Nach seinem Tod wurde er auf dem Fernwood Cemetery beigesetzt.
Dixon war zwei Mal verheiratet. Aus seiner ersten Ehe mit Elizabeth Robertson Cabell Dixon gingen drei Töchter und drei Söhne hervor. Aus seiner zweiten Ehe mit Susan Peachy Bullitt Dixon stammten vier weitere Töchter.
Ihm zu Ehren wurde die Stadt Dixon benannt, der Verwaltungssitz (County Seat) von Webster County (Kentucky).